# Auralaag
Een auralaag is volgens de esoterie een laag waaruit het aura bestaat. In totaal zijn er zeven verschillende lagen, die alle in verbinding staan met een van de zeven chakra's.

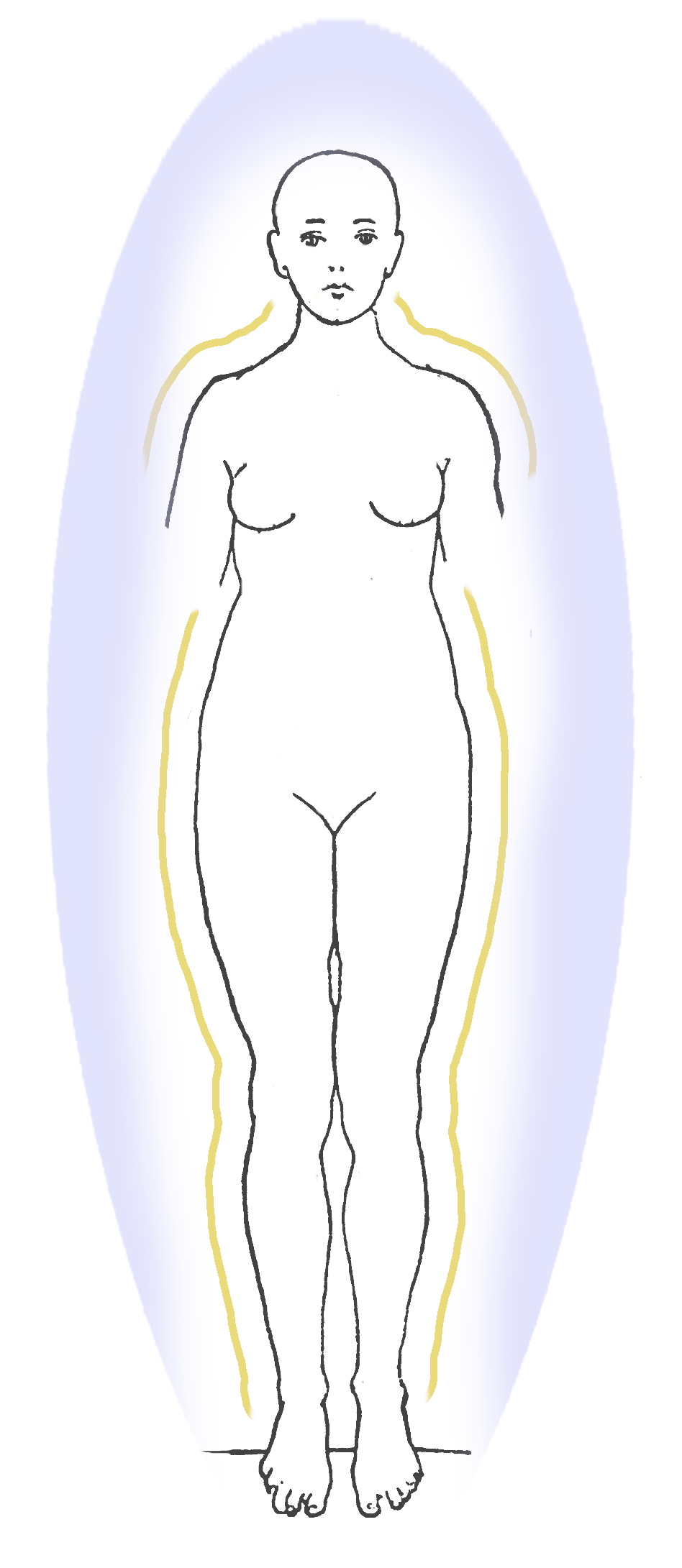
Voorstelling van een menselijke aura, volgens een schets van Walter John Kilner.

- De eerste auralaag staat voor het fysieke lichaam en is verbonden met het wortelchakra. Het fysieke lichaam regelt alle lichaamsprocessen.

- De tweede auralaag staat voor het emotionele lichaam en is verbonden met het sacraalchakra. Het emotionele lichaam gaat over emoties, zoals vreugde, verdriet, angst, woede, verbazing en afschuw, en emotionele behoeften, zoals verbinding, affectie, liefde, empathie, steun, zorg en bescherming.

- De derde auralaag staat voor het mentale lichaam en is verbonden met het zonnevlechtchakra of navelchakra. Het mentale lichaam gaat over gedachten, ideeën, overtuigingen, het ego en intellectualiteit.

- De vierde auralaag staat voor het astrale lichaam en is verbonden met het hartchakra. Het astrale lichaam gaat over de gevoelswereld, denk aan fantasieën, dromen en wensen. Het verbindt de onderste fysieke lagen met de bovenste spirituele lagen.

- De vijfde auralaag staat voor het etherisch lichaam en is verbonden met het keelchakra. Het etherisch lichaam bevat alle energiestromingen in het lichaam en bestaat uit een reeks complexe lagen van bio-elektromagnetische levensenergie die het fysieke lichaam overlappen en doorkruizen.

- De zesde auralaag staat voor het intuïtieve lichaam en is verbonden met het derde oogchakra of voorhoofdchakra. Het intuïtieve lichaam gaat over intuïtie, inzicht, verlichting, innerlijke wijsheid en universele liefde.

- De zevende auralaag staat voor het spirituele lichaam en is verbonden met het kruinchakra of kroonchakra. Het spirituele lichaam bevat het hoger bewustzijn, de hogere geest of ziel.

## Theosofie
Helena Blavatsky schrijft over zeven beginselen in de mens. Het grofstoffelijk fysiek lichaam is het zevende en laagste beginsel. Het hoogste is atman, dan volgen buddhi, manas, kama manas, linga sharira, prana en sthula sarira.